# Milmort
Milmort (en wallon Mérmwète) est une section de la ville belge de Herstal située en Région wallonne dans la province de Liège.

## Étymologie
Contrairement à la croyance populaire d'un combat où il y aurait eu 1000 morts, les dénominations latine et wallonne de Milmort donnent très bien la réponse. Mérmwète en wallon ou Matermortua en latin : mer morte en français, et plus probablement en réalité marécages... Le territoire de Milmort est, il est vrai, très humide par endroits et une maison sur deux à l'heure actuelle se retrouve régulièrement avec des problèmes d'humidité ascendante au niveau des caves. (MF 2010)

## Géographie

### Description
C'était une commune à part entière avant la fusion des communes de 1977.
Cette localité de 2 353 habitants (12/2007) fait partie depuis 1977 de la commune de Herstal.
Le village est jumelé depuis 1973 avec le village de 76630 Bailly-en-Rivière (505 habitants; France - Haute-Normandie - Seine-Maritime) : à la place de Bailly-en-Rivière inaugurée en 1973 à Milmort, correspond la rue de Milmort à Bailly-en-Rivière.
Situé à 6 km au nord de la ville de Liège, Milmort (344 ha) s'étend à flanc de coteau sur le rebord de la Basse Hesbaye, moitié sur la plus haute terrasse de la Meuse, moitié sur le plateau hesbignon.
Ce village est le seul de Belgique qui soit situé au centre d'un triangle autoroutier (E40-E313-A601).
Le point le plus bas du village est à l'altitude de 132 mètres (passage à niveau de la rue de la Limite).
Le point le plus haut est à l'altitude de 185 mètres (au réservoir à la limite de Vottem).
«Pays des agriculteurs et des mineurs, tous travailleurs de la terre» (selon JF Noville), il reste aujourd'hui 3 fermes en activité et, du Charbonnage d'Abhooz et Bonne-Foi Hareng fermé fin 1962, il ne reste que le nom d'une rue (rue du Nouveau Siège) et le souvenir des anciens Milmortois.
Milmort se trouve entouré sur 270° par le parc industriel des Hauts-Sarts.

### Géologie
Milmort se trouve à la limite du Plateau de Hesbaye et de la vallée de la Meuse (zone des "terraces mosanes"). Sur les sites de constructions, on pourra observer le sous-sol. De haut en bas dans le village, on observera,,,:
- Limons éoliens du Pléistocène ;
- Sables tertiaires (Oligocène) ;
- Argiles à silex ;
- Marnes du Maastrichtien (Crétacé) - ils forment l'aquifère de Hesbaye ;
- Argile ou smectite de Herve ;
- Cailloutis des anciennes terrasses fluviatiles de la Meuse.

Localement, près des sources du  Rida, on trouve des dépôts alluvionnaires de calcaire biogène tuf calcaire.

### Localités voisines
- Haren.
- Vottem.
- Liers.
- Tilice.
- Hermée.

### Chemins et sentiers
Il y a sur le territoire de cette ancienne commune un total estimé de 18 kilomètres de chemins et sentiers. Ces 38 chemins ont été cartographiés: 7 km est en bon état, 2 km sont difficiles et 3 km au statut inconnu. Le sentier n° 19 entre la Rue Bovendael et la Rue Lambotte est barré illégalement.

### Biodiversité
L'ancier siège minier de la Société anonyme des Charbonnages d'Abhooz et Bonne-Foi Hareng est en friche sauf les terrains à proximité de la chaussée. En 2020 ces terrains ont été déclarés "Site de Grand Intérêt Biologique".

## Démographie
- Sources : INS, Rem. : 1831 jusqu'en 1970 = recensements, 1976 = nombre d'habitants au 31 décembre.

## Histoire
Le plus ancien document évoquant Milmort est une charte datée du 12 mars 1007. Cette charte est un acte de vente par Ingelard, abbé au monastère de Saint-Riquier, d'une terre nommée en latin MATERMORTUA (Merimorte) et situé dans le royaume de Lothaire, à un chevalier nommé Hubert pour la durée de sa vie et de celle de son héritier, pour le prix de cent sous d'argent et moyennant le payement d'un cens de 25 sous d'argent à payer chaque année au carême.
Les habitants de Milmort ont dignement fêté le millénaire de leur village par une grande fête organisée par la réunion de 15 associations milmortoises ; cette fête eut lieu les 1er, 2 et 3 juin 2007.

## Patrimoine et culture

### Culture

#### Légende des sotês
Il vivaient à une époque révolue, dans un chemin creux (« è balârdeu »), des sotês ou nains. Ceux-ci réparaient les souliers des paysans, mais se servaient également dans les champs et vergers,,,. Le chemin creux se trouvait au nord de la commune, en plein champs en direction de Tilice; largement absorbé par l'A601, il subsiste un petit bout d'« è balârdeu », un chemin parallèle à la bretelle d'autoroute.

## Économie

### Exploitation du phosphate
Entre 1884 et 1944, on a exploité, à Milmort, une couche de phosphate de chaux de quelques dizaines de cm d'épaisseur. Cette couche se trouve à une profondeur entre 7 et 30 mètres, au-dessus des Marnes du Maastrichtien et est surmontée d'un banc d'argile à silex. Il y a eu 88 carrières souterraines de phosphate à Milmort.

### Transports

#### Tramway
La ligne 820 (SNCV) Genk – Zutendaal –  Bilzen – Riemst – Bassenge – Houtain-Saint-Siméon – Liers – Vottem passait par Milmort (Tiyou). Cette ligne était exploitée par la SNCV du Limbourg. Elle était en exploitation de 1910 à 1959. Les archives de la SNCV Limbourg contiennent de nombreuses fardes concernant la ligne 820. Les fardes avec les documents se trouvent à Berchem-lez-Anvers ; plus précisément concernant la section Liers-Milmort-Vottem:
- le tronçon Liers - Vottem était mis en exploitation le 21 janvier 1924,
- le tronçon Houtain-St-Simeon - Liers - Vottem a été fermé pour le trafic des voyageurs le 31 janvier 1936,
- ce même tronçon a été fermé également pour le trafic des marchandises, le 13 décembre 1954.

## Vie associative
Il y existe une unité de scouts, la 9BM (unité Saint-Hubert, du nom de la paroisse).

### Sources
- L'église Saint Hubert de Milmort - 1905-2005 - Un témoin de la vie milmortoise, bien plus que centenaire, Jean-François Noville